# Le Tronchet, Sarthe

Le Tronchet este o comună în departamentul Sarthe, Franța. În 2009 avea o populație de 137 de locuitori.